# STS-34
STS-34 byla pátá mise amerického raketoplánu Atlantis. Jejím cílem bylo vypuštění meziplanetární sondy Galileo, která v prosinci 1995 doletěla k Jupiteru a zahájila jeho podrobný výzkum.

## Posádka
- Donald E. Williams (2), velitel
- Michael J. McCulley (1), pilot
- Franklin R. Chang-Diaz (2), letový specialista
- Shannon W. Lucidová (2), letový specialista
- Ellen S. Bakerová (1), letový specialista

V závorkách je uvedený dosavadní počet letů do vesmíru včetně této mise.

## Stručný popis sondy
Hlavním užitečným zatížením v nákladovém prostoru Atlantis byla sonda Galileo. Tato kosmická sonda se skládala z atmosférického pouzdra - sondy Probe, družicové (orbitální) části a dvoustupňové urychlovací rakety IUS. Dominantu sondy tvořila rozkládací anténa s průměrem 4,8 metru, která byla uchycena k desetibokému hranolu s elektronikou v družicové části sondy. Tělo sondy dále pokračovalo pohonným úsekem s nádržemi pohonných hmot a sondou Probe. V družicové části sondy se nacházely zdroje elektrické energie, které zabezpečovaly dva radioizotopové generátory. Dále se tu nacházel řídicí systém a pohonný systém: hlavní motor a 12 korekčních motorů. Sonda nesla množství vědeckých přístrojů rozmístěných na pointované plošině a rotující části. Další přístroje nesl sestupový modul Probe. Celková výška sondy bez rakety dosahovala 5,3 metru. S raketou IUS dosahovala sonda délky 11,3 metru a hmotnosti 17,5 tuny.

## Průběh letu

### Přípravy na start
Hned po převozu z Edwards AFB, kde raketoplán naposledy přistál putoval do hangáru OPF (Orbiter Processing Facility). Kromě pravidelné údržby se také demontovaly všechny tři motory SSME, na kterých technici vyměnili množství součástí včetně vysokotlakých kyslíkových čerpadel. Drobnými opravami prošly i motory OMS. Kromě toho raketoplán absolvoval další úpravu nevyhnutelnou pro tuto misi a to instalaci speciálního chladicího okruhu. Tento okruh měl odvádět teplo, které vznikalo při radioaktivním rozpadu plutonia 238 v radioizotopových bateriích RTG, které byly zdrojem elektrické energie sondy Galileo. Kvůli výzkumu aerodynamického namáhání po dobu vzletu bylo do kýlové plochy raketoplánu výjimečně namontováno 10 akcelerometrů. Na orbiteru Atlantis bylo celkově provedeno 34 úprav.
25. srpna 1989 byl v raketové montážní hale VAB raketoplán Atlantis připojen k vnější palivové nádrži ET a k pomocným motorům SRB. Kvůli technické závadě byl převoz na startovací rampu odložen o 24 hodin, takže proběhl až 29. září 1989. Obě části sondy Galileo byly 3. srpna v hale VPF (Vertical Processing Facility) spojeny s urychlovací raketou IUS.
Další komplikace se vyskytla, když aktivisté bojující za ochranu životního prostředí podali k federálnímu soudu ve Washingtonu protest proti startu sondy Galileo. Obávali se, že v případě havárie raketoplánu či samotné sondy při jejích obletech Země může být atmosféra Země kontaminována vysoce toxickým radioaktivním plutoniem. Pracovníci NASA však možnost úniku radioaktivity vylučovali a 10. října soud námitky definitivně zamítl.
Devět dní před startem se do generátorů sondy zasunuly tablety obsahující oxid plutoničitý. Dříve se nemohly zasunout, protože radioaktivní rozpad produkuje množství tepla, které je nutno z nákladového prostoru raketoplánu odvádět. Start ohrožoval i silný hurikán Hugo, kvůli kterému by bylo nutno dopravit raketoplán z rampy zpět do haly VAB. Hurikán nakonec minul Cape Canaveral přibližně o 300 km. Odpočítávání pokračovalo až do 9. října, kdy se objevila závada na záložním počítači jednoho z hlavních motorů SSME. Z tohoto důvodu muselo být odpočítávání v čase T-19 zastaveno a pokus o start byl z plánovaného 12. října přeložen na 17. října. I tento pokus byl odvolán pro špatné počasí. Atlantisu se nakonec podařilo odstartovat o den později, 18. října v čase 16.53.40 UT, 4 minuty po začátku startovacího okna.

### Start
Dvě minuty po startu nastala komplikace, protože muselo být odpojeno jedno ze tří turbočerpadel hydrauliky. Přesto byl raketoplán bezpečně naveden na suborbitální dráhu 72 - 291 km, ze které v apogeu po 142-sekundovém zážehu motorů OMS přešel na nízkou oběžnou dráhu. Krátce po navedení na tuto dráhu zjistila posádka přetížení výparníku zaviněné přívodem tepla z radioizotopového generátoru sondy.

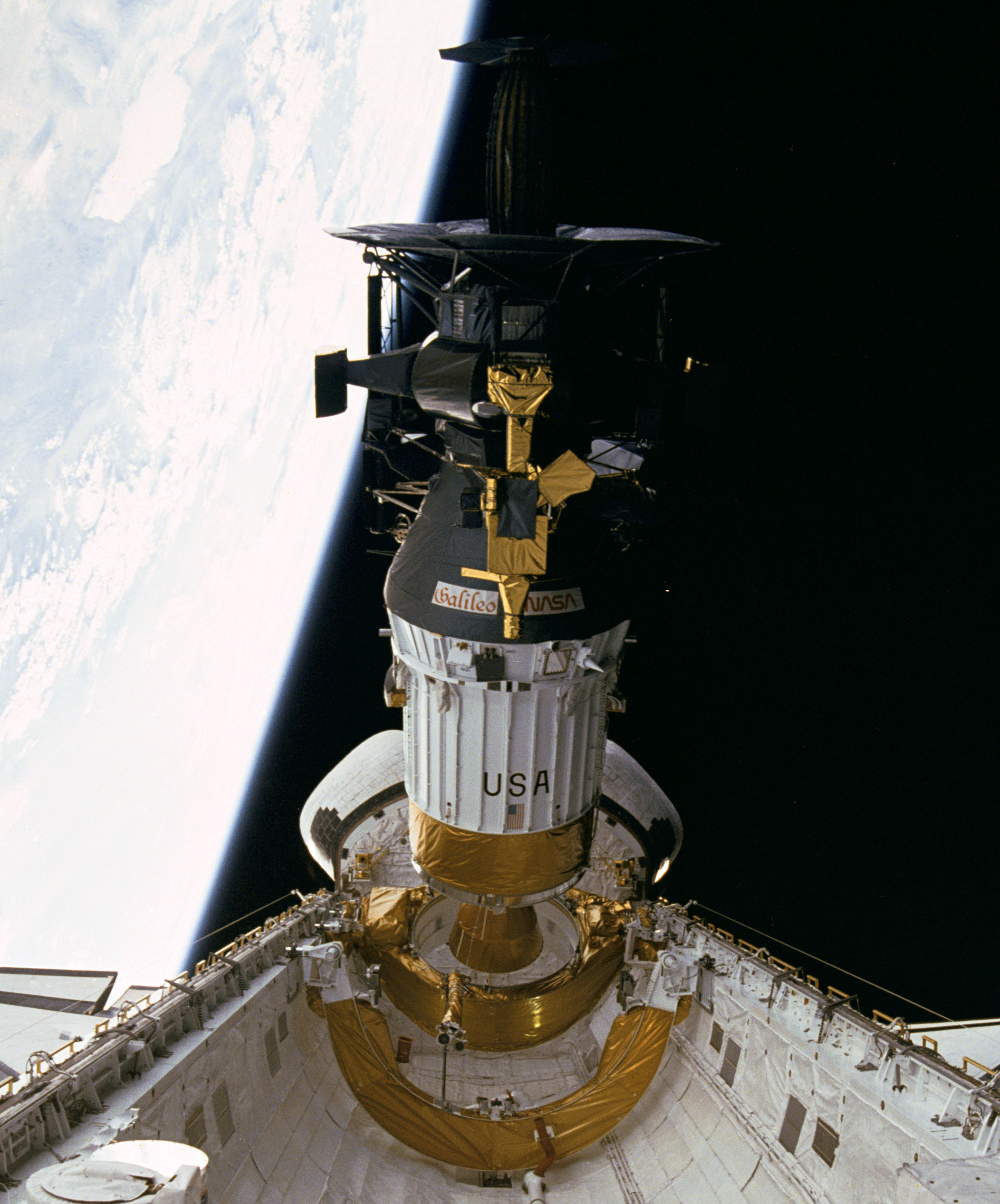
Sonda Galileo v nákladovém prostoru raketoplánu

### Operace na oběžné dráze
Asi dvě hodiny po startu, po otevření dveří nákladového prostoru, zahájily Lucidová a Bakerová prověrku urychlovací rakety IUS a sondy Galileo. Samotné vypouštění se začalo ve 22.37 UT nakloněním celé sestavy do úhlu 29°. Sondu oddělila od raketoplánu Lucidová v čase 23.15.03 UT. Už o jednu minutu později pilot McCulley odmanévroval raketoplán do bezpečné vzdálenosti od sondy. Hodinu po vypuštění sonda zažehla oba stupně své urychlovací rakety a dostala se na meziplanetární dráhu.
Po přechodu raketoplánu Atlantis na dráhu 299 - 334 km zahájila posádka vědecké experimenty a pozorování Země. Z nich bylo velmi významné měření slunečního ultrafialového záření odrážejícího se od atmosféry přístrojem SSBUV (Shuttle Solar Backscatter Ultraviolet Instrument). Z naměřených údajů bylo možno určit koncentraci ozónu v zemské atmosféře. Kromě toho probíhaly biologické a lékařské experimenty, např. snímkování žilek a tepen na očním pozadí nebo zmražení vzorků semen kapalným dusíkem.

### Přistání
Kvůli nepřízni počasí hrozil odklad přistání, dokonce až o čtyři dny. Nakonec se však uskutečnilo v plánovaný den, 23. října, přestože hrozilo odvolání kvůli mlze na základně Edwards AFB. Přistávací manévr se začal 168-sekundovým zážehem motorů OMS nad Indickým oceánem. V čase 16.32 UT raketoplán Atlantis bezpečně přistál na dráze 23 základny Edwards.